# Потанина, Александра Викторовна
Алекса́ндра Ви́кторовна Пота́нина (26 января 1843, Нижний Новгород — 19 сентября 1893, близ Чунцина, Китай) — путешественница, исследовательница малоизвестных районов Центральной Азии, одна из первых женщин, принятая в члены Русского географического общества. В её честь назван кратер Потанина на Венере.

## Биография

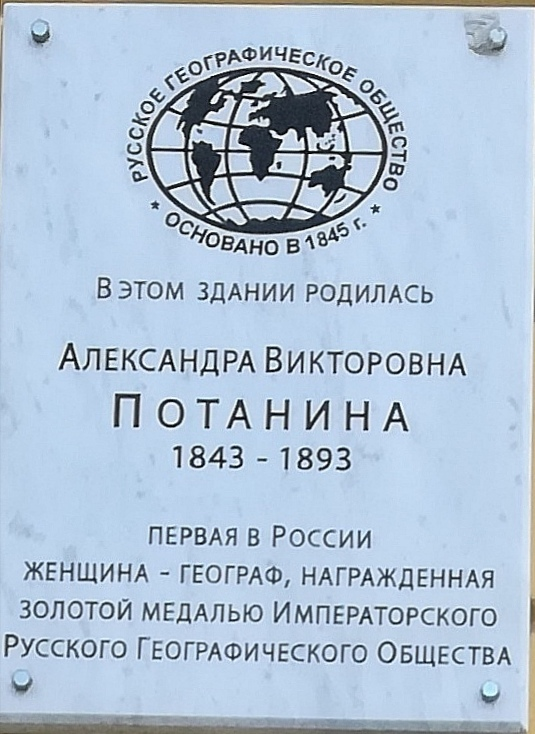
Мемориальная доска в Нижнем Новгороде

Родилась в городе Нижний Новгород 26 января 1843 года в семье преподавателя Нижегородской духовной семинарии, в дальнейшем протоиерея Виктора Николаевича Лаврского и Екатерины Васильевны. Получила домашнее образование под руководством старших братьев, училась в школе для девочек из духовного сословия, много читала, успешно занималась рисованием.
В 1866 году поступила воспитательницей в городское епархиальное училище. В 1872 году в городе Никольске (ныне Вологодская область), куда приехала навестить брата Константина, отбывавшего ссылку за революционную деятельность, она познакомилась с его другом, тоже ссыльным, Григорием Николаевичем Потаниным и 11 (23) января 1874 года Александра Викторовна и Григорий Николаевич поженились и вскоре переехали в Санкт-Петербург.
Вместе с мужем участвовала в четырёх экспедициях в Центральную Азию:
- Северо-западная Монголия (1876—1877 гг. (из Зайсана по долине Чёрного Иртыша), 1879—1880 гг.);
- Северный Китай, Восточный Тибет и Центральная Монголия (1884—1886 гг. (исследование Тибетского нагорья, переход через пустыню Гоби), 1892—1893 гг.).

Во время последней экспедиции тяжело заболела и 19 сентября (1 октября) 1893 года умерла близ Чунцина по дороге в Шанхай. Спустя четыре месяца (23 января 1894 года) она была похоронена на Успенском кладбище города Кяхты (Бурятия). В феврале 1956 года на могиле путешественницы был установлен памятник.
Своими работами о природе, жизни и быте народов Центральной Азии, зарисовками исследуемых мест А. В. Потанина внесла ценный вклад в географическую науку. Она стала одной из первых женщин, принятых в члены Русского географического общества: избрана членом-сотрудником 8 марта 1887 года по предложению И. В. Мушкетова. До этого, первыми в члены-сотрудницы РГО из женщин, были приняты О. А. Федченко и А. Я. Ефименко (20 мая 1877 года).
В 1886 году Александра Викторовна Потанина удостоена малой серебряной медали Императорского Русского географического общества за научный труд «Буряты». В горах Монгольского Алтая есть ледник «Александрин», названный в честь знаменитой путешественницы.

## Семья, родственные связи
Муж (1874—1893) — Григорий Николаевич Потанин (1835—1920), русский географ, этнограф, публицист, фольклорист, ботаник — исследователь Сибири, Монголии, Китая и Тибета, Почётный член Императорского Русского географического общества; почётный гражданин Томска (1915), почётный гражданин Сибири (1918). Брак бездетен.
- Брат — Валериан Викторович Лаврский (1835—1918) — религиозный публицист; ректор Саратовской духовной семинарии и редактор «Епархиальных ведомостей».
- Брат — Константин Викторович Лаврский (1844—1917) — русский юрист, журналист и публицист; депутат Первой Государственной думы I созыва 1906 года.
- Племянник — Аркадий Валерианович Лаврский (1863—1944) — известный русский геолог, минералог,— профессор Томского технологического (индустриального) института впоследствии профессор по кафедре минералогии Томского государственного университета.

## Список работ А. В. Потаниной
- Буряты. Труд, прил. к Всемирной иллюстрации, 1891, кн. 4-6.
- Из наблюдений над жизнью бурят Верхнеудинского округа. Сибирский сборник, прил. к Восточному обозрению, 1890, вып. 1.
- Молочное хозяйство у бурят Верхнеудинского округа. Известия Вост.-Сибирского отдела Русского Географического общества, т XXI, № 2.
- Из странствия по Урянхайской земле. Сибирский сборник, 1891, вып. II, стр. 12
- Монголия и монголы. Читальня народной школы, 1891, ноябрь.
- Встреча с двумя монгольскими ванами. Русское богатство, 1891, № 1.
- Среди широнголов, Русские ведомости 1888, № 140 и 145.
- Религиозная пляска в монастыре Кадигава. Сибирь 1985, № 29.
- Гумбум, монастырь зонкавистов. Восточное обозрение, 1886, № 27 и 28.
- Утай. Восточное обозрение, 1884, № 45, 46 и 47
- Театральные представления и религиозные празднества в Китае. Литературный сборник, изд. газеты "Восточное обозрение, под редакцией Н. М. Ядринцева, СПб, 1885.
- О китайской женщине. Русское богатство, 1887, № 7.
- Тысяча сто верст в носилках. «Восточное обозрение», 1893, № 24.
- Дорджи, бурятский мальчик. Детский сборник, изд. В. Лесевича, СПб, 1892.
- Китайский зверёк. Родник, 1889, № 12.
- Ахмет. Литературный сборник «Первый шаг», Казань, 1876.
- Тибет. Из путешествий по Восточной сибири, Монголии, Тибету и Китаю, М:1895, стр. 125—252.